# Березняк Борис Тихонович

## Біографія
Борис Тихонович Березняк народився 1930 році у селі Косівка Олександрійського району Кіровоградської області. Борис двоюрідний брат кіровоградської поетеси Тетяни Березняк. У 1951 році закінчив Кіровоградський машинобудівний технікум і поїхав до Узбекестану. Із 1956 року працював на Ташкентському заводі «Текстильмаш» технологом. У вільний час Борис пише нариси, оповідання, вірші. Друкується в обласних та республіканських газетах. А згодом став журналістом. Із 1958 року почав працювати кореспондентом газеті у «Ташкентска правда», згодом заступник відповідального секретаря.

## Творчість
Борис адресує вірші жінкам. Він автор любовної лірики. Вірші Бориса Березняка переповнені присвятами із зазначенням імен та прізвищ.
У 1964 році Борис одружується на колезі по перу Аллі (Алісі у паспорті). Познайомилися в Самарканді у відрядженні. Вона — кореспондент газети. Через рік у них народжується син Олександр. Незабаром молода сім'я приймає рішення пеовернутися в Україну. Ностальгія, самотність старіючих батьків-пенсіонерів. Не останню роль у вирішенні цього питання зіграв і ташкентський землетрус. І в 1967 році Борис повернувся в Україну, де у містечку Інгулець мешкали його батьки.
Через рік Борис став кореспондентом «Правда Украины» у Запорізькій області. Отримавши прекрасну на той час квартиру (з маленьким кабінетом — бібліотекою), перевіз сім'ю з Ташкента.